# Зенкер

Види зенкерів: а)суцільний зенкер з конічним хвостовиком; б) насадний суцільний зенкер; в) насадний зенкер із твердосплавними пластинками

Зе́нкер (нім. Senker) — багатолезовий осьовий різальний інструмент для підвищення точності форми отвору та збільшення його діаметра. Обробка зенкером носить назву зенкерування.

## Конструктивні особливості
Працює зенкер так само, як і свердло, здійснюючи обертальний рух навколо осі, а поступальний — вздовж осі отвору. Зенкер має форму стрижня з різальною і калібрувальною частинами. На відміну від свердла у зенкера зазвичай є від 3 до 6 різальних ребер. 
У порівнянні із свердлом зенкер має більшу стійкість і механічну жорсткість та забезпечує вищу точність обробки та меншу шорсткість поверхні після обробки. 
Багатолезовий різальний інструмент для обробки вхідної частини отворів в деталях з метою отримання конічних або циліндричних заглиблень, опорних площин навколо отворів або зняття фасок центрових отворів називають зенківками.

## Види зенкерів
Зенкери бувають двох типів: суцільні (із швидкорізальної сталі Р6М5) з конічними хвостовиками і насадні. В свою чергу насадні можуть бути суцільними, з припаяними (привареними) пластинками із твердого сплаву (ВК6, ВК8, Т5К10, Т15К6 тощо) і з вставними ножами з механічним кріпленням. Для обробки отворів малих діаметрів використовуються зенкери із швидкорізальної сталі з конічним хвостовиком (d = 10…40 мм) або зенкери з твердосплавними пластинками (d = 12…50 мм); для обробки отворів діаметром 32…80 мм застосовують насадні суцільні зенкери або зенкери з твердосплавними пластинками; для діаметрів 50…100 мм — знайшли застосування насадні зенкери з механічним кріпленням твердосплавних пластинок. 
Зенкери для збільшення діаметрів отворів застосовуються для остаточної обробки отворів (зенкери №2) і для попередньої обробки отворів під розвертку (зенкери №1). Відповідно до цього існує відмінність при визначенні виконавчого діаметра зенкера — граничні відхилення у зенкера №2 пов'язані з допуском на діаметр отвору, а у зенкера №1 враховують ще і припуск під розвірчування.
Зенкери забезпечують обробку отворів до 11-го квалітету точності і шорсткість поверхні Ra 1,0…2,5.